# Rhamphomyia aucta
Rhamphomyia aucta är en tvåvingeart som beskrevs av Oldenberg 1917. Rhamphomyia aucta ingår i släktet Rhamphomyia och familjen dansflugor. Inga underarter finns listade i Catalogue of Life.